# Coudehard
Coudehard – miejscowość i gmina we Francji, w regionie Normandia, w departamencie Orne.
Według danych na rok 1990 gminę zamieszkiwało 88 osób, a gęstość zaludnienia wynosiła 10 osób/km² (wśród 1815 gmin Dolnej Normandii Coudehard plasuje się na 798. miejscu pod względem liczby ludności, natomiast pod względem powierzchni na miejscu 586.).